# Prefecturen van Albanië
Albanië is onderverdeeld in twaalf prefecturen (Albanees: officieel qark/qarku, vaak wordt prefekturë/prefektura gebruikt). Deze waren voor de gemeentelijke herindelingen in 2015, onderverdeeld in 36 districten.

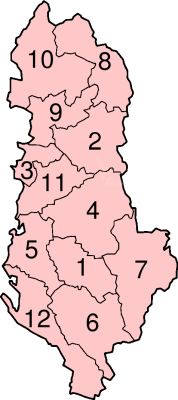
Prefecturen van Albanië

| #  | Prefectuur  | Districten                       | Oppervlakte (km2) | Inwonertal | Hoofdstad   |
| -- | ----------- | -------------------------------- | ----------------- | ---------- | ----------- |
| 1  | Berat       | Berat, Kuçovë, Skrapar           | 1.789             | 140.964    | Berat       |
| 2  | Dibër       | Bulqizë, Dibër, Mat              | 2.586             | 136.630    | Peshkopi    |
| 3  | Durrës      | Durrës, Krujë                    | 827               | 256.330    | Durrës      |
| 4  | Elbasan     | Elbasan, Gramsh, Librazhd, Peqin | 3.278             | 296.082    | Elbasan     |
| 5  | Fier        | Fier, Lushnjë, Mallakastër       | 1.887             | 310.989    | Fier        |
| 6  | Gjirokastër | Gjirokastër, Përmet, Tepelenë    | 2.883             | 75.172     | Gjirokastër |
| 7  | Korçë       | Devoll, Kolonjë, Korçë, Pogradec | 3.711             | 220.438    | Korçë       |
| 8  | Kukës       | Has, Kukës, Tropojë              | 2.373             | 85.239     | Kukës       |
| 9  | Lezhë       | Kurbin, Lezhë, Mirditë           | 1.581             | 135.609    | Lezhë       |
| 10 | Shkodër     | Malësi e Madhe, Pukë, Shkodër    | 3.562             | 217.375    | Shkodër     |
| 11 | Tirana      | Kavajë, Tirana                   | 1.586             | 763.634    | Tirana      |
| 12 | Vlorë       | Delvinë, Sarandë, Vlorë          | 2.706             | 184.279    | Vlorë       |